# Deligrad
Deligrad (en serbe cyrillique : Делиград) est un village de Serbie situé dans la municipalité d'Aleksinac, district de Nišava. Au recensement de 2011, il comptait 162 habitants.
En 1806, Deligrad fut le site d'une bataille majeure entre les Serbes et les Turcs qui furent battus.

## Démographie
| 1948 | 1953 | 1961 | 1971 | 1981 | 1991 | 2002 | 2011 |
| ---- | ---- | ---- | ---- | ---- | ---- | ---- | ---- |
| 492  | 486  | 437  | 355  | 318  | 255  | 211  | 162  |

|  |